# 霍赫埃克山 (芒法爾山脈)
47°38′52″N 12°9′0″E / 47.64778°N 12.15000°E

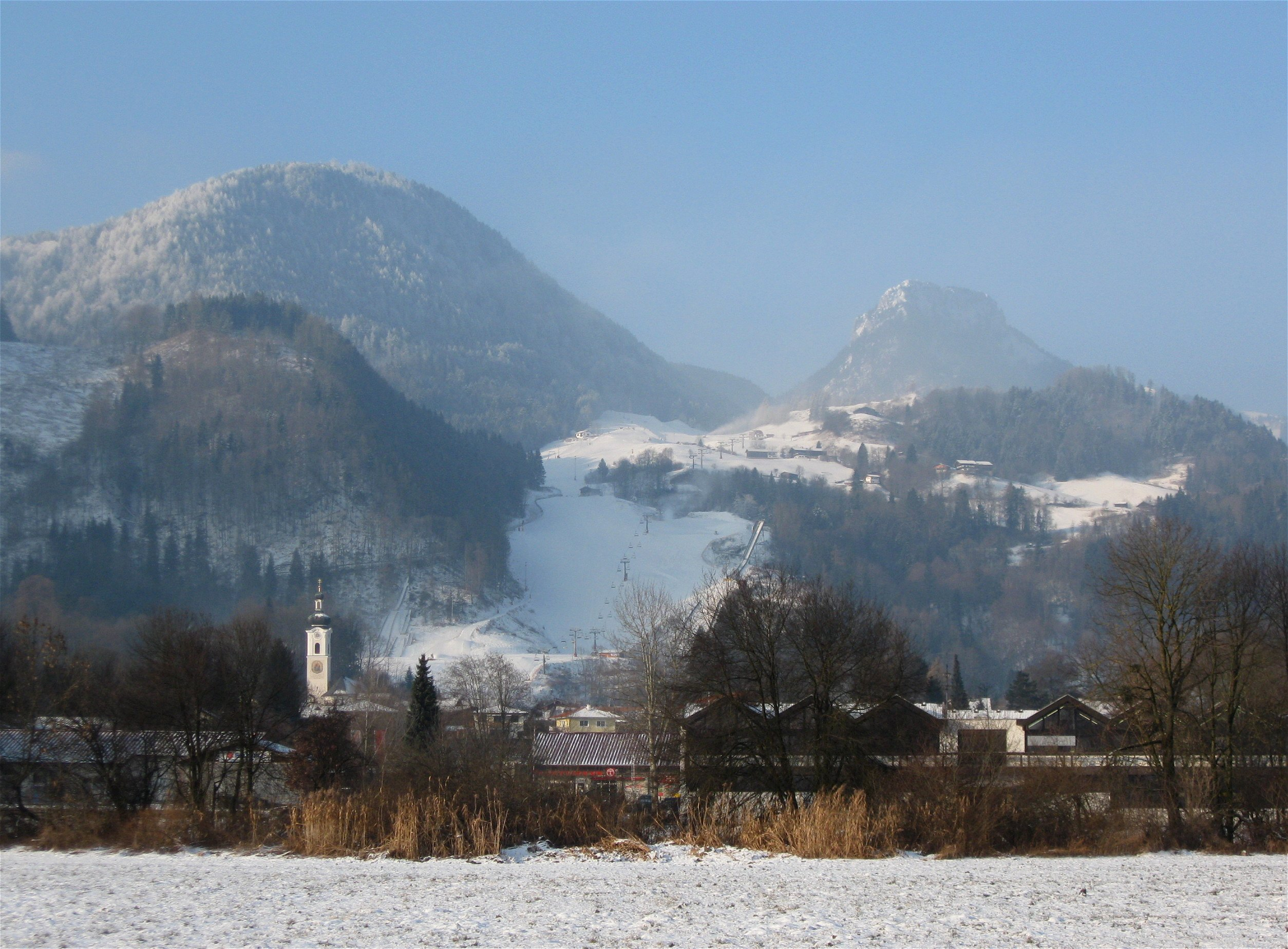

霍赫埃克山（德語：Hocheck），是德國巴伐利亞的山峰，位於該國東南部，屬於芒法爾山脈的一部分，處於羅森海姆縣，海拔高度860米。